# فريسنو (تكساس)
فريسنو (بالإنجليزية: Fresno CDP, Texas)‏ هي منطقة سكنية تقع بولاية تكساس في الولايات المتحدة. تبلغ مساحتها 24.1 كم2، وترتفع عن سطح البحر 22 م، بلغ عدد سكانها 19,069 نسمة في عام 2010 حسب إحصاء مكتب تعداد الولايات المتحدة وتصل الكثافة السكانية فيها 791.2 نسمة لكل كيلومتر مربع (2,049.2/ميل2).

## التركيبة السكانية
حدّد مكتب تعداد الولايات المتحدة بيانات التركيبة السكانية لفريسنو في تعداد الولايات المتحدة. في ما يلي، التركيبة السكانية حسب تعدادي 2000 و2010.

### تعداد عام 2000
بلغ عدد سكان فريسنو 6,603 نسمة بحسب تعداد عام 2000، وبلغ عدد الأسر 1,881 أسرة وعدد العائلات 1,600 عائلة مقيمة في المنطقة السكنية. في حين سجلت الكثافة السكانية 274 نسمة لكل كيلومتر مربع (709.7/ميل2). وبلغ عدد الوحدات السكنية 2,002 وحدة بمتوسط كثافة قدره 83.1 لكل كيلومتر مربع (215.2/ميل2).
وتوزع التركيب العرقي للمنطقة السكنية بنسبة 44.36% من البيض و26.55% من الأمريكيين الأفارقة و0.41% من الأمريكيين الأصليين و1.08% من الأمريكيين ذوي الأصول الآسيوية و0.03% من سكان جزر المحيط الهادئ و25.23% من الأعراق الأخرى و2.35% من عرقين مختلطين أو أكثر و49.89% من الهسبانيون أو اللاتينيون من أي عرق.
بلغ عدد الأسر 1,881 أسرة كانت نسبة 60.6% منها لديها أطفال تحت سن الثامنة عشر تعيش معهم، وبلغت نسبة الأزواج القاطنين مع بعضهم البعض 68.6% من أصل المجموع الكلي للأسر، ونسبة 12% من الأسر كان لديها معيلات من الإناث دون وجود شريك،  بينما كانت نسبة 4.5% من الأسر لديها معيلون من الذكور دون وجود شريكة وكانت نسبة 14.9% من غير العائلات. تألفت نسبة 12.4% من أصل جميع الأسر من عدة أفراد يعيشون في نفس المنزل ونسبة 2.8% كانت تتألف من شخص يعيش بمفرده يبلغ من العمر 65 عاماً أو أكثر. وبلغ متوسط حجم الأسرة المعيشية 3.51، أما متوسط حجم العائلات فبلغ 3.83.
بلغ العمر الوسطي للسكان 28.5 عاماً. وكانت نسبة 36.1% من القاطنين تحت سن الثامنة عشر، وكانت نسبة 9% بين الثامنة عشر والرابعة والعشرين عاماً، ونسبة 34.6% كانت واقعةً في الفئة العمرية ما بين الخامسة والعشرين والرابعة والأربعين عاماً، ونسبة 16% كانت ما بين الخامسة والأربعين والرابعة والستين، ونسبة 4.4% كانت ضمن فئة الخامسة والستين عاماً فما فوق. يوجد لكل 100 أنثى 102.2 ذكر، ويوجد لكل 100 أنثى في الثامنة عشر من عمرها فما فوق 99.7 ذكر.
بلغ متوسط دخل الأسرة في المنطقة السكنية 46,290 دولارًا، أما متوسط دخل العائلة فبلغ 48,824 دولارًا. وكان متوسط دخل الذكور 32,606 دولارًا مقابل 30,527 دولارًا للإناث. وسجل دخل الفرد الخاص بالمنطقة السكنية 14,340 دولارًا. وكانت نسبة 10.9% من العائلات ونسبة 15.3% من السكان تحت خط الفقر، وكان من هؤلاء نسبة 20.9% تحت سن الثامنة عشر ونسبة 17% في الخامسة والستين من العمر وما فوق.

### تعداد عام 2010
بلغ عدد سكان فريسنو 19,069 نسمة بحسب تعداد عام 2010، وبلغ عدد الأسر 5,549 أسرة وعدد العائلات 4,614 عائلة مقيمة في المنطقة السكنية. في حين سجلت الكثافة السكانية 791.2 نسمة لكل كيلومتر مربع (2,049.2/ميل2). وبلغ عدد الوحدات السكنية 5,897 وحدة بمتوسط كثافة قدره 244.7 لكل كيلومتر مربع (633.8/ميل2).
وتوزع التركيب العرقي للمنطقة السكنية بنسبة 18.71% من البيض و59.71% من الأمريكيين الأفارقة و0.63% من الأمريكيين الأصليين و0.97% من الأمريكيين ذوي الأصول الآسيوية و0.02% من سكان جزر المحيط الهادئ و17.03% من الأعراق الأخرى و2.92% من عرقين مختلطين أو أكثر و33.13% من الهسبانيون أو اللاتينيون من أي عرق.
بلغ عدد الأسر 5,549 أسرة كانت نسبة 59.7% منها لديها أطفال تحت سن الثامنة عشر تعيش معهم، وبلغت نسبة الأزواج القاطنين مع بعضهم البعض 55.7% من أصل المجموع الكلي للأسر، ونسبة 21.3% من الأسر كان لديها معيلات من الإناث دون وجود شريك،  بينما كانت نسبة 6.1% من الأسر لديها معيلون من الذكور دون وجود شريكة وكانت نسبة 16.8% من غير العائلات. تألفت نسبة 13.5% من أصل جميع الأسر من عدة أفراد يعيشون في نفس المنزل ونسبة 1.7% كانت تتألف من شخص يعيش بمفرده يبلغ من العمر 65 عاماً أو أكثر. وبلغ متوسط حجم الأسرة المعيشية 3.43، أما متوسط حجم العائلات فبلغ 3.76.
بلغ العمر الوسطي للسكان 29.2 عاماً. وكانت نسبة 35.5% من القاطنين تحت سن الثامنة عشر، وكانت نسبة 9.2% بين الثامنة عشر والرابعة والعشرين عاماً، ونسبة 33.1% كانت واقعةً في الفئة العمرية ما بين الخامسة والعشرين والرابعة والأربعين عاماً، ونسبة 18.4% كانت ما بين الخامسة والأربعين والرابعة والستين، ونسبة 3.7% كانت ضمن فئة الخامسة والستين عاماً فما فوق. وتوزع التركيب الجنسي للسكان بنسبة 48.3% ذكور و51.7% إناث.